# カラコルム回廊

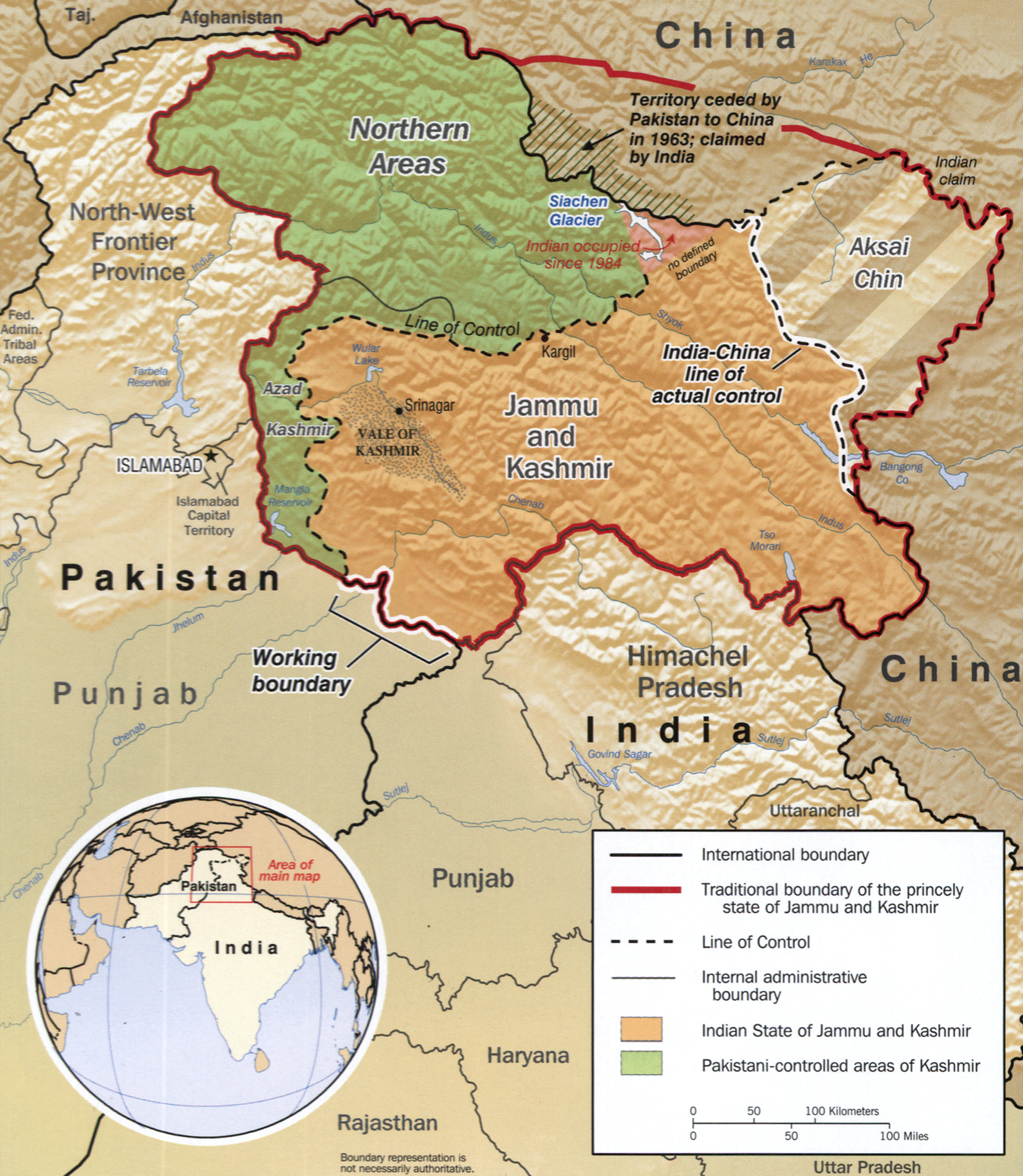
ジャンムー・カシュミール藩王国の旧領土におけるカラコラム回廊の位置。シアチェン氷河の北の黒い斜線でハッチングされた箇所がカラコルム回廊。

カラコルム回廊（カラコルムかいろう、中国語: 喀喇昆仑走廊、ヒンディー語: शक्सगाम、ウルドゥー語: شکسگام、英語: Trans-Karakoram Tract）は、カラコルム山脈の北にある、シャクスガン渓谷やヤルカンド渓谷を含む約7000平方キロメートルの一帯を指す名称である。シャクスガン回廊とも言う。この回廊は、中華人民共和国が新疆ウイグル自治区のタシュクルガン・タジク自治県の一部として支配しているが、1963年の中国パキスタン国境協定締結まではパキスタンによってカシミールの一部と見なされていた。現在でも、インドがラダック連邦直轄地の一部として領有を主張している。
この地域の大部分はシャクスガン渓谷であり、以前はバルティスターン地方の県（以前はテシル）であったシガー県の一部として管理されていた。シガーのアマチャ王家はシャクスガンにポロ競技場を作り、シガーのラージャがホータンのアミールを招待していた。山、湖、川、峠の名前のほとんどはバルティー語やラダック語であり、この地域が長い間バルティスターン・ラダック地方の一部であったことを示唆している。
この地域は世界の中でも居住が困難な地域の1つであり、世界の高峰がいくつかある。北は崑崙山脈、南はブロードピーク、K2、ガッシャーブルムなどを含むカラコルム山脈に挟まれ、南東は「世界で最も標高の高い戦場」であるシアチェン氷河に隣接している。

## 歴史

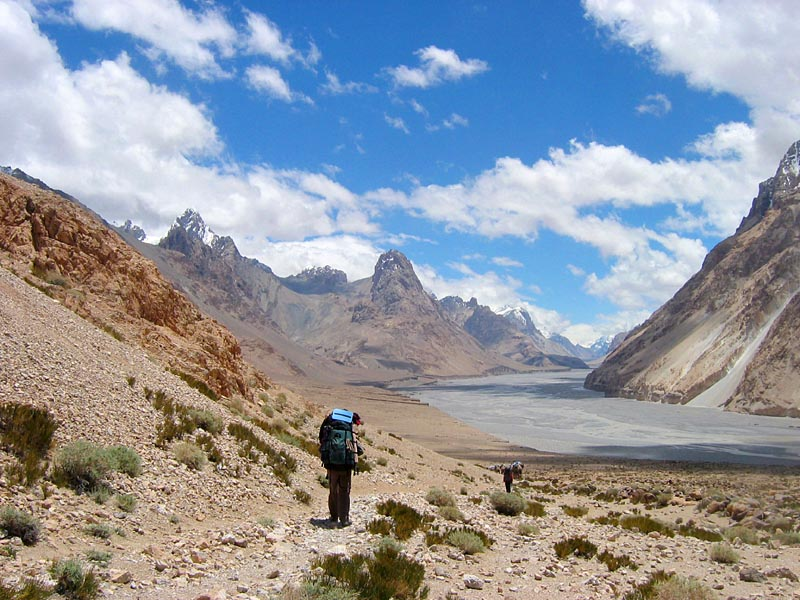
シャクスガン渓谷

歴史的には、フンザの人々はカラコルム北部の地域で耕作や放牧を行い、フンザのミールはこの地域をフンザの領土の一部と主張した。その中には、シャクスガン渓谷の北のラスカム（ヤルカンド渓谷）が含まれていた。
1889年、フランシス・ヤングハズバンドがヨーロッパ人による初のシャクスガン渓谷への遠征を行った。彼はシャクスガンをオプラン(Oprang)と呼んだ。
1899年3月、イギリスは、クロード・マクドナルドから中国への公式書信で、中国とイギリス領インドの新しい境界線（マクドナルド線）を提案した。書信では、中国がフンザに対する宗主権主張を放棄し、その代わりにフンザはタグドゥンバシ地区とラスカム地区のほとんどの領有主張を放棄すべきであると提案された。書信では、インダス川とタリム川の分水嶺であるカラコルム山脈の主稜線が境界線として提案されたが、シムシャル峠近くのダルワザを通過する線にはバリエーションがある。中国は書信に応じず、インド政府が再び同じ形で境界線を再提案することはなかった。1905年に、マクドナルド線は、シャクスガン川の延長線上に国境を置き、インドにシムシャル峠の東側の小さな地域を含めるようにするために修正された。
同時に、イギリスは、「グレートゲーム」を考慮して、清王朝が弱体化するにつれてロシア帝国が拡大する危険性を懸念し、シャクスガン川の北の境界線を主張する政策を採用した。これは1897年の覚書でジョン・チャールズ・アーダが提案した方針に従った。その境界線は、フンザのミールによるラスカム渓谷に対する領有主張が含まれていた。しかし、イギリスの支配がカラコルム分水嶺の北に広がることはなかった。
1899年から1947年のインド・パキスタンの独立までの間、地図上の国境の表現は様々だった。1926年、ケネス・メイソンはシャクスガン渓谷を調査した。1927年、イギリス領インド政府はマクドナルド線の北側の領有権を放棄したが、その決定はイギリスの地図に反映されなかった。しかし、1959年に、マクドナルド線の西と南の広い地域を中国の領土とする地図が中国で出版された。その年、パキスタン政府は国境問題について協議する意欲を表明した。

## 中国パキスタン国境協定

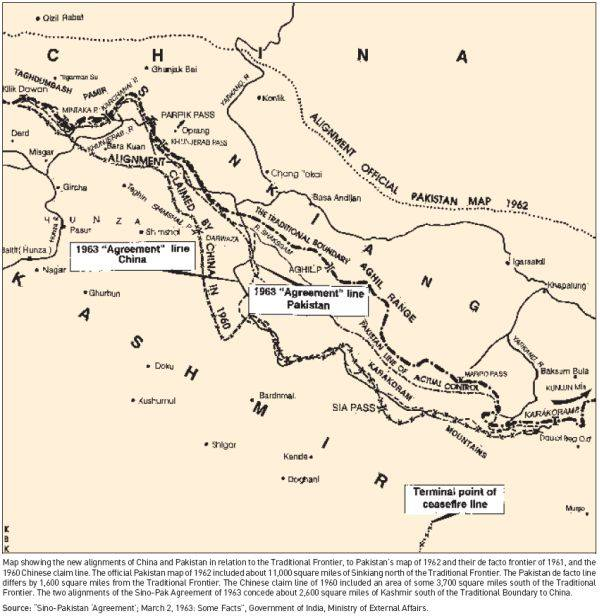
1962年のパキスタン政府の公式地図。国境は最北端にあり、キャプション付きの点線で示されている。

パキスタン政府は、1962年にカシミール北部の境界線を描いた公式地図を発行した。これは、カラコルム回廊のほとんどをカシミールの一部として描いている。パキスタン政府が発表した境界線は、大部分が1954年の『タイムズ世界地図帳』によるカシミール北部の境界線の描写と一致している。タイムズ世界地図帳では、"Undefined Frontier area"（未定義の辺境地域）という注記付きで、カラコルム回廊をカシミールの一部として描いている。パキスタン政府の見解による境界線はタイムズ世界地図帳に示す位置からは外れているが、タイムズ世界地図帳が示すように、カシミールの国境の北側にある地域をカシミールの一部として描写した。1954年のタイムズ世界地図帳が示す北の境界線は、タグドゥンバシ・パミールからヤンギ・ダワン峠までは崑崙山脈の主稜線に沿い、クラナリの北、ヤンギ・ダワン峠の東にあった。「東の崑崙山脈はホータンの南の境界を形成する」という1890 Gazetteer of Kashmir and Ladak（1890年カシミール・ラダック地名集）の記述にもかかわらず、境界線はカシミールの高地の端にある崑崙山脈の分水界から離れて引かれていた。カシミール・ラダック地名集は、カシミールにおける地名の説明と詳細を提供する本で、情報部のインド主計総監の指示の下で編集され、1890年に初めて出版された。ホータンについては「ラダックとの境界を形成する東部崑崙山脈の北に位置する中国帝国の州」と記載されている。そのため、1963年に中国パキスタン国境協定が結ばれる前のパキスタン政府の公式な立場は、パキスタンの北の国境は崑崙山脈であり、パキスタン政府に割譲される領域はシャクスガン渓谷に限らず崑崙山脈までおよぶというものだった。
1959年、パキスタン政府は、パキスタンが自国の領土と認識している土地が、中国の地図で中国の領土とされていることについての懸念を持つようになった。1961年、アユーブ・ハーン大統領は公式書信を中国に送ったが、返信はなかった。パキスタンとインドの関係から、中国はパキスタンと交渉する動機を持たなかったのではないかと考えられている。

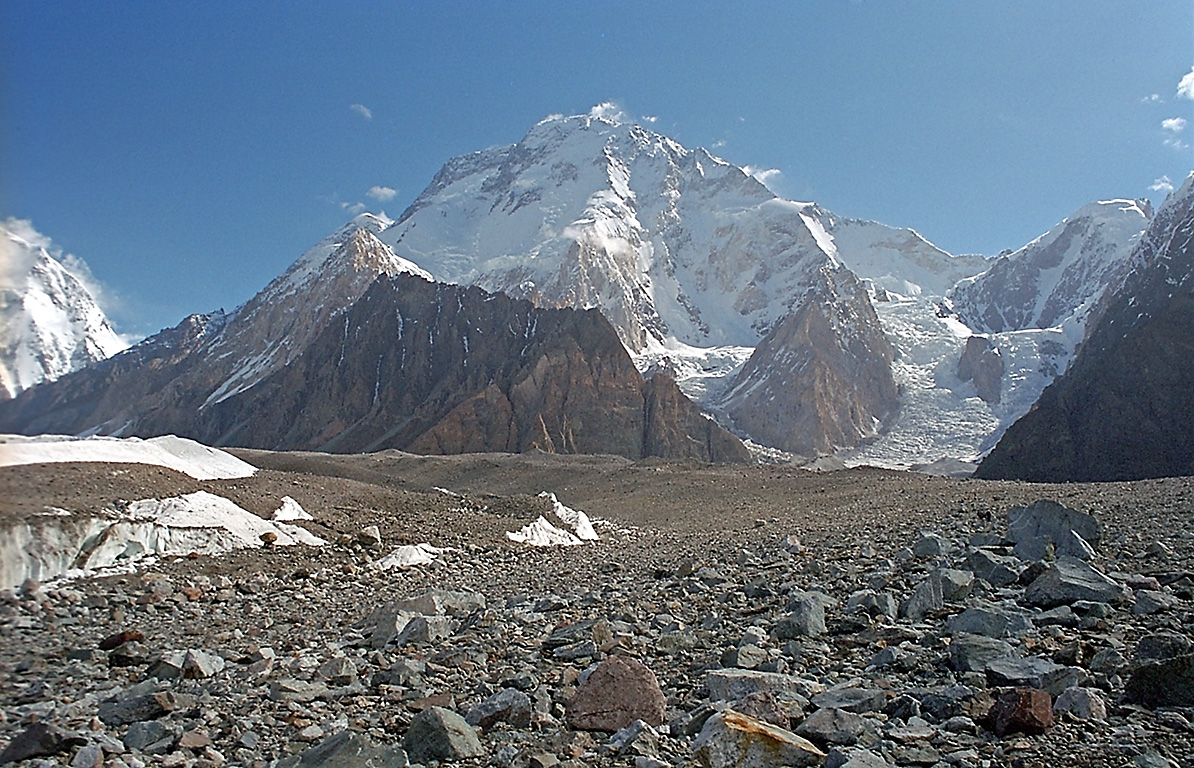
回廊の境界上にあるブロードピーク

パキスタンが中国の国連加盟を認める投票をした後、中国は1962年1月に紛争の元となった地図を撤回し、3月に国境協議に入ることに同意した。二国間交渉は1962年10月13日に正式に始まり、1963年3月2日に中国の陳毅外交部長とパキスタンのズルフィカール・アリー・ブットー外相が中国パキスタン国境協定に署名した。